# Заречный сельсовет (Новосибирская область)
Заречный сельсовет — сельское поселение в Тогучинском районе Новосибирской области Российской Федерации.
Административный центр — село Заречное.

## История
Статус и границы сельского поселения установлены Законом Новосибирской области от 2 июня 2004 года № 200-ОЗ «О статусе и границах муниципальных образований Новосибирской области»

## Население
| 2002  | 2010  | 2012  | 2013  | 2014  | 2015  | 2016  |
| ----- | ----- | ----- | ----- | ----- | ----- | ----- |
| 1731  | ↘1255 | ↘1233 | ↘1209 | ↘1195 | ↘1163 | ↘1135 |
| 2017  | 2018  | 2019  | 2020  | 2021  |       |       |
| ↘1122 | ↘1121 | ↘1080 | ↘1055 | ↘1017 |       |       |

## Состав сельского поселения
| №  | Населённый пункт | Тип населённого пункта       | Население |
| -- | ---------------- | ---------------------------- | --------- |
| 1  | 141 км           | населённый пункт             | ↘16       |
| 2  | Боровая          | деревня                      | ↘94       |
| 3  | Высокая Грива    | посёлок                      | ↘69       |
| 4  | Гаревка          | деревня                      | ↘150      |
| 5  | Гранит           | железнодорожный разъезд      | ↘179      |
| 6  | Девино           | железнодорожный разъезд      | ↘33       |
| 7  | Заречное         | село, административный центр | ↘452      |
| 8  | Изылы            | деревня                      | ↘177      |
| 9  | Красный Яр       | посёлок                      | ↘36       |
| 10 | Саламатово       | деревня                      | ↘49       |